# Béla Czene
Béla Czene (3. července 1911 Isaszeg – 9. listopadu 1999 Budapešť) byl maďarský malíř.
Czene se narodil jako syn portrétisty Bély Tivadara Czenea a kreslířky Jolány Francisky Borziové (1886–1966). V letech 1930 až 1933 navštěvoval Maďarskou akademii výtvarných umění, kde byl jeho učitelem Gyula Rudnay. Od roku 1932 vystavoval. Ovlivnil ho italský neoklasicismus, k čemuž napomohl i pobyt v Římě v letech 1938-1939 na stipendium Maďarské akademie v Římě na návrh Tibora Gereviče. Tam ho inspirovala renesance, zejména umění Leonarda da Vinciho a Domenica Ghirlandaia, a také antická řecko-římská tradice. Po druhé světové válce se jeho vztah k neoklasicismu uvolnil a náměty svých obrazů, malovaných charakteristickou technikou, začal čerpat z každodenního života. Zůstal aktivní až do 90. let 20. století.
Jeho umění nebylo nikdy podporováno kritiky a oficialními místy. Navzdory tomu se mu dostalo několika uznání: v roce 1937 získal cenu pro mládež Národní maďarské společnosti výtvarných umění, v roce 1942 obdržel cenu Edeho Ballóa a v roce 1943 obdržel cenu nadace Ference Józsefa. Po válce, v roce 1948, získal cenu ministerstva školství a v roce 1953 na výstavě maďarského výtvarného umění cenu ministerstva lidové výchovy.
Malíři jsou či byli také jeho manželka Erzsébet Hikádyová (1911–2008), syn Gábor Czene (1948–) a vnučka Márta Czeneová (1982–).